# Meliaceae
Meliaceae is een botanische naam voor een familie van tweezaadlobbige planten. Een familie onder deze naam wordt universeel erkend door systemen van plantentaxonomie, en zo ook door het APG-systeem (1998) en het APG II-systeem (2003). Ook de omschrijving is (vrijwel) stabiel.
De familie telt zo'n zeshonderd soorten, van vrijwel uitsluitend houtige planten: struiken en bomen. Deze komen voor in de tropen en subtropen.
De familie is het bekendst als leverancier van hout (mahonie, loofhoutceder, etc) en als de familie waartoe 'neem' (Azadirachta indica) hoort.
Onder andere de volgende soorten worden in aparte artikelen behandeld:
- Neem (Azadirachta indica)
- Heynea
- Indische sering (Melia azedarach)
- Krappa (Carapa guianensis)
- Langsat (Lansium domesticum)
- Santol (Sandoricum koetjape)